# Municipio Roma XV
El Municipio Roma XV es una de los 15 subdivisiones administrativas en las que está dividida la ciudad de Roma. En 2017 su población era de 160 781 habitantes